# Rahibai Soma Popere
Rahibai Soma Popere (marathi: राहीबाई सोमा पोपेरे)  (Akole, 1964) és una grangera índia, que ajuda els grangers a recuperar cultius nadius, treballant sobretot amb la mongeta egípcia. El 2018 va ser una de les 100 Women de la BBC.

## Biografia
Va néixer a Ahmednagar, no va estudiar i ha treballat a granges tota la seva vida i té un gran coneixement de la diversitat de cultius.

## Carrera
Es va centrar en l'agro-diversitat liderada per dones. Conserva uns 20 hectàrees (50 acres) de camps originals on cultiva fins a 17 espècies. La BAIF Development Research Foundation, en una visita el 2017 va afirmar que els jardins que estava promovent produïen aliment suficient per una família durant un any sencer.
Va desenvolupar un tipus de mongetes jacint per grups i families de pobles propers. El Council of Scientific and Industrial Research de l'Índia la va descriure com la "mare llavor" i és un membre actiu del grup Kalsubai Parisar Biyanee Savrdhan Samiti.
Va crear un mètode propi de recollir aigua per aprofitar-la pel reg a granges, poden aprofitar terres perdudes i treure'n rendiment. Forma grangers i estudiants a seleccionar llavors, mantenir el sol fèrtil i combatre les plagues. També és experta en cultiu de l'arròs.
El 2018 la BBC la va incloure a la seva llista de dones notables 100 Women BBC.